# アンナ・ロゴフスカ
アンナ・ロゴフスカ （Anna Rogowska、1981年5月21日 - ）は、ポーランドの陸上競技選手。2004年アテネオリンピックの銅メダリストである。バルト海に面したポモージェ県グディニャ出身。

## 経歴
ロゴフスカは14歳のときに棒高跳を始めた当時は、女子の棒高跳はまだ十分に普及していなかった。（オリンピックの正式種目として採用されたのが2000年シドニーオリンピックからである。）
2002年ヨーロッパ選手権で7位、翌2003年の世界室内陸上で6位となり、世界のトップポールボールターの仲間入りを果たす。ロゴフスカは、同じポーランドのライバルであるモニカ・ピレクとともに競いながら記録を伸ばしていった。
2003年のパリで開催された世界選手権では、ピレクが4位、ロゴフスカは7位であった。しかし、翌年のアテネオリンピックでは、ロゴフスカはさらに力をつけ、4m70で銅メダルを獲得し、4位のピレクを上回った。
2005年のヨーロッパ室内選手権では、ロシアのエレーナ・イシンバエワ、ピレクに次いで3位。同年の7月22日にロンドンで、イシンバエワが女子として初めて5mの大台を突破した大会で、ロゴフスカは4m80のポーランド新記録を樹立。翌月からヘルシンキで開催される世界選手権でもメダルを期待されたが、4m35と振るわず6位に終わる。一方で、イシンバエワは5m01の世界新、ピレクは銀メダルであった。
ロゴフスカは、2006年の世界室内選手権では銀メダルを獲得。しかし同年夏のヨーロッパ選手権は故障のため欠場した。
2009年、ベルリンで開催された世界選手権では4m75で金メダルを獲得した。

## 自己ベスト
- 棒高跳 - 4m83 (2005年)

## 主な実績
| 年   | 大会                               | 場所                     | 種目   | 結果 | 記録 |
| ---- | ---------------------------------- | ------------------------ | ------ | ---- | ---- |
| 2002 | ヨーロッパ陸上選手権               | ミュンヘン(ドイツ)       | 棒高跳 | 7位  | 4m30 |
| 2003 | 世界陸上選手権                     | パリ(フランス)           | 棒高跳 | 7位  | 4m45 |
| 2004 | オリンピック                       | アテネ(ギリシャ)         | 棒高跳 | 3位  | 4m70 |
| 2004 | IAAFワールドアスレチックファイナル | モンテカルロ(モナコ)     | 棒高跳 | 3位  | 4m60 |
| 2005 | ヨーロッパ室内陸上選手権           | マドリッド(スペイン)     | 棒高跳 | 2位  | 4m75 |
| 2005 | 世界陸上選手権                     | ヘルシンキ(フィンランド) | 棒高跳 | 6位  | 4m35 |
| 2006 | 世界室内陸上選手権                 | モスクワ(ロシア)         | 棒高跳 | 2位  | 4m75 |
| 2007 | ヨーロッパ室内陸上選手権           | バーミンガム(イギリス)   | 棒高跳 | 3位  | 4m66 |
| 2007 | 世界陸上選手権                     | 大阪(日本)               | 棒高跳 | 8位  | 4m60 |
| 2009 | 世界陸上選手権                     | ベルリン(ドイツ)         | 棒高跳 | 優勝 | 4m75 |